# Oratorio della Beata Vergine (Novazzano)
La chiesetta-oratorio della Beata Vergine si trova a Boscherina, frazione di Novazzano.

## Storia
I primi documenti attestanti la presenza dell'edificio sacro risalgono al 1748.

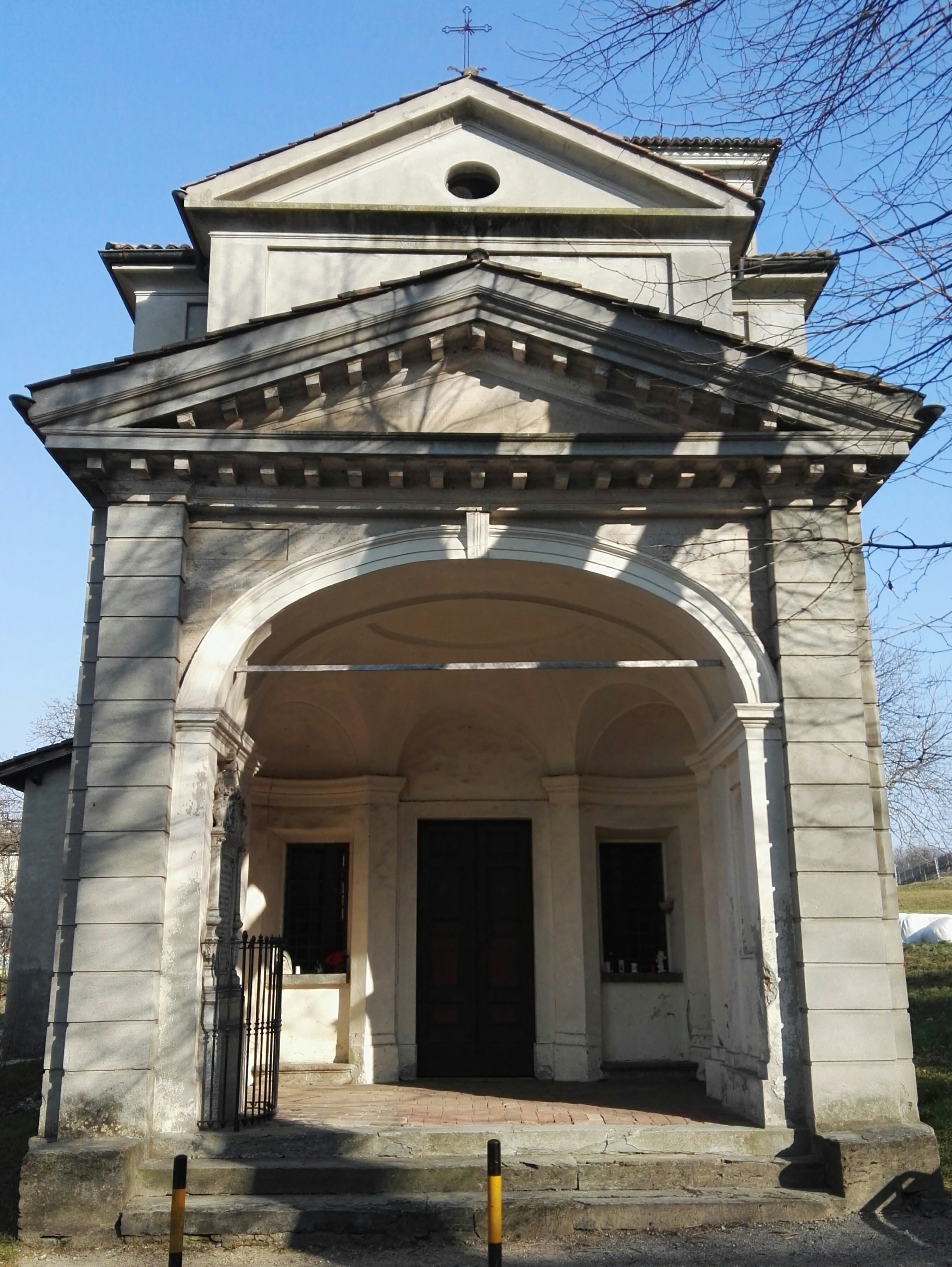
Facciata dell'edificio

## Descrizione

### Esterno
La pianta si presenta centrale con copertura a volta a tazza e un coro quadrangolare; la facciata presenta un portico di Pier Luigi Fontana, datato 1819. Gli ultimi restauri sono datati 1975 e 2005.

### Interno
All'interno l'aula presenta paraste sotto il cornicione. Il presbiterio presenta una balaustra tardoneoclassica in marmo. L'altare, anch'esso in marmo, è a parete. Al di sopra è presente un affresco con una Madonna del Latte e san Bernardo di Chiaravalle, dell'inizio del XVI secolo, decorato da stucchi rococò del secolo XVIII. Nella navata, sulla destra una statua di San Rocco del XIX secolo, a sinistra una statua di Sant'Agata, dei primi anni del XX secolo.